# ريتشارد بارينغتون
ريتشارد بارينغتون (بالإنجليزية: Richard Barrington)‏ هو عالم نبات وعالم طيور أيرلندي، ولد في 1849، وتوفي في 15 سبتمبر 1915.